# China Open 2016
China Open 2016 byl společný tenisový turnaj mužského okruhu ATP World Tour a ženského okruhu WTA Tour, hraný v Národním tenisovém centru na otevřených dvorcích s tvrdým povrchem DecoTurf. Probíhal mezi 1. až 9. říjnem 2016 v čínské metropoli Pekingu jako osmnáctý ročník mužského a dvacátý ročník ženského turnaje.
Mužská polovina se řadila do třetí nejvyšší kategorie okruhu ATP World Tour 500 a její dotace činila 4 164 780 dolarů. Ženská část měla rozpočet 6 289 521 dolarů, a po Grand Slamu, byla součástí druhé nejvyšší úrovně okruhu WTA Premier Mandatory.
Nejvýše nasazenými hráči v singlových soutěžích se stali světová dvojka Andy Murray ze Spojeného kárlovství a první žena klasifikace Angelique Kerberová z Německa. Čtyřnásobný obhájce titulu Novak Djoković, jenž během šesti pekingských startů neprohrál žádný z 29 odehraných utkání, se před zahájením odhlásil pro poranění lokte. Posledním přímým účastníkem v mužské dvouhře byl 53. tuniský hráč žebříčku Malek Džazírí a v ženské části pak 56. žena klasifikace Mirjana Lučićová Baroniová z Chorvatska.
25letá Johanna Kontaová si postupem do finále dvouhry zajistila posun na 9. místo žebříčku WTA a stala se první Britkou v elitní světové desítce od roku 1984 a Jo Durieové.
Trofej z mužské dvouhry vybojoval druhý hráč světa, Brit Andy Murray, pro něhož to bylo jubilejní 40. turnajové vítězství na okruhu ATP Tour. Druhý pekingský titul si odvezla Polka Agnieszka Radwańská. První společné vítězství dosáhl v mužské čtyřhře španělský pár  Pablo Carreño Busta a Rafael Nadal. Deblovou dominanci v závěrečné části sezóny potvrdil americko-český pár Bethanie Matteková-Sandsová a Lucie Šafářová, jenž po turnaji držel 16zápasovou neporazitelnost a zisk třetí trofeje v řadě.

## Distribuce bodů a finančních odměn

### Distribuce bodů
| Soutěž       | vítězové | finalisté | semifinalisté | čtvrtfinalisté | 16 v kole | 32 v kole | 64 v kole | Q  | Q2 | Q1 |
| ------------ | -------- | --------- | ------------- | -------------- | --------- | --------- | --------- | -- | -- | -- |
| dvouhra mužů | 500      | 300       | 180           | 90             | 45        | 0         | —         | 20 | 10 | 0  |
| čtyřhra mužů | 500      | 300       | 180           | 90             | 0         | —         | —         | —  | —  |    |
| dvouhra žen  | 1000     | 650       | 390           | 215            | 120       | 65        | 10        | 30 | 20 | 2  |
| čtyřhra žen  | 1000     | 650       | 390           | 215            | 120       | 10        | —         | —  | —  | —  |

### Finanční odměny
| Soutěž       | vítězové   | finalisté | semifinalisté | čtvrtfinalisté | 16 v kole | 32 v kole | 64 v kole | Q2     | Q1     |
| ------------ | ---------- | --------- | ------------- | -------------- | --------- | --------- | --------- | ------ | ------ |
| dvouhra mužů | $663 575   | $311 650  | $154 750      | $77 375        | $39 205   | $20 635   | —         | $3 440 | $1 890 |
| čtyřhra mužů | $195 590   | $92 420   | $44 600       | $23 190        | $12 140   | —         | —         | —      | —      |
| dvouhra žen  | $1 111 945 | $556 440  | $271 490      | $130 420       | $62 768   | $30 386   | $17 453   | $4 650 | $2 702 |
| čtyřhra žen  | $376 191   | $188 770  | $84 040       | $38 789        | $18 104   | $8 407    | —         | —      | —      |

## Dvouhra mužů

### Nasazení
| Stát                         | Hráč                  | ATP | Nasazení |
| ---------------------------- | --------------------- | --- | -------- |
| Spojené království           | Andy Murray           | 2.  | 1.       |
| Španělsko                    | Rafael Nadal          | 4.  | 2.       |
| Kanada                       | Milos Raonic          | 6.  | 3.       |
| Rakousko                     | Dominic Thiem         | 10. | 4.       |
| Španělsko                    | David Ferrer          | 12. | 5.       |
| Francie                      | Lucas Pouille         | 16. | 6.       |
| Španělsko                    | Roberto Bautista Agut | 17. | 7.       |
| Francie                      | Richard Gasquet       | 18. | 8.       |
| Žebříček ATP k 26. září 2016 |                       |     |          |

### Jiné formy účasti
Následující hráčí obdrželi divokou kartu do hlavní soutěže:
- Lu Jan-sun
- Dominic Thiem
- Čang Ce

Následující hráči postoupili z kvalifikace:
- Kyle Edmund
- Konstantin Kračuk
- Adrian Mannarino
- John Millman

### Odhlášení
před zahájením turnaje
- Novak Djoković → nahradil jej  Pablo Carreño Busta
- Jo-Wilfried Tsonga → nahradil jej  Andrej Kuzněcov
- John Isner → nahradil jej  Guido Pella

## Mužská čtyřhra

### Nasazení
| Stát                                                                    | Hráč              | Stát      | Hráč          | ATP | Nasazení |
| ----------------------------------------------------------------------- | ----------------- | --------- | ------------- | --- | -------- |
| USA                                                                     | Bob Bryan         | USA       | Mike Bryan    | 13. | 1.       |
| Polsko                                                                  | Łukasz Kubot      | Brazílie  | Marcelo Melo  | 27. | 2.       |
| Indie                                                                   | Rohan Bopanna     | Kanada    | Daniel Nestor | 32. | 3.       |
| Filipíny                                                                | Treat Conrad Huey | Bělorusko | Max Mirnyj    | 42. | 4.       |
| Žebříček ATP k 26. září 2016; číslo je součtem umístění obou členů páru |                   |           |               |     |          |

### Jiné formy účasti
Následující páry obdržely divokou kartu do hlavní soutěže:
- Andre Begemann /  Leander Paes
- Kung Mao-sin /  Čang Ce

Následující pár postoupil z kvalifikace:
- Paolo Lorenzi /  Guido Pella

## Ženská dvouhra

### Nasazení
| Stát                         | Hráčka                     | WTA | Nasazení |
| ---------------------------- | -------------------------- | --- | -------- |
| Německo                      | Angelique Kerberová        | 1.  | 1.       |
| Španělsko                    | Garbiñe Muguruzaová        | 3.  | 2.       |
| Polsko                       | Agnieszka Radwańská        | 4.  | 3.       |
| Rumunsko                     | Simona Halepová            | 5.  | 4.       |
| Česko                        | Karolína Plíšková          | 6.  | 5.       |
| USA                          | Venus Williamsová          | 7.  | 6.       |
| Španělsko                    | Carla Suárezová Navarrová  | 8.  | 7.       |
| USA                          | Madison Keysová            | 9.  | 8.       |
| Rusko                        | Světlana Kuzněcovová       | 10. | 9.       |
| Slovensko                    | Dominika Cibulková         | 12. | 10.      |
| Spojené království           | Johanna Kontaová           | 13. | 11.      |
| Švýcarsko                    | Timea Bacsinszká           | 14. | 12.      |
| Itálie                       | Roberta Vinciová           | 15. | 13.      |
| Česko                        | Petra Kvitová              | 16. | 14.      |
| Rusko                        | Anastasija Pavljučenkovová | 17. | 15.      |
| Ukrajina                     | Elina Svitolinová          | 18. | 16.      |
| Žebříček WTA k 26. září 2016 |                            |     |          |

### Jiné formy účasti
Následující hráčky obdržely divokou kartu do hlavní soutěže:
- Tuan Jing-jing
- Sabine Lisická
- Pcheng Šuaj
- Wang Čchiang
- Čeng Saj-saj

Následující hráčky postoupily z kvalifikace:
- Lara Arruabarrenová
- Louisa Chiricová
- Nicole Gibbsová
- Julia Görgesová
- Tatjana Mariová
- Alison Riskeová
- Kateřina Siniaková
- Wang Ja-fan

### Odhlášení
před zahájením turnaje
- Kiki Bertensová → nahradila ji Čang Šuaj
- Eugenie Bouchardová → nahradila ji Jaroslava Švedovová
- Sara Erraniová → nahradila ji Danka Kovinićová
- Anna-Lena Friedsamová → nahradila ji Mirjana Lučićová Baroniová
- Karin Knappová → nahradila ji Shelby Rogersová
- Sloane Stephensová → nahradila ji Anastasija Sevastovová
- Ana Ivanovićová → nahradila ji Madison Brengleová
- Andrea Petkovicová → nahradila ji Christina McHaleová
- Serena Williamsová (poranění ramene) → nahradila ji Caroline Wozniacká

## Ženská čtyřhra

### Nasazení
| Stát                                                                    | Hráčka                   | Stát             | Hráčka                 | WTA | Nasazení |
| ----------------------------------------------------------------------- | ------------------------ | ---------------- | ---------------------- | --- | -------- |
| Francie                                                                 | Caroline Garciaová       | Francie          | Kristina Mladenovicová | 7.  | 1.       |
| Rusko                                                                   | Jekatěrina Makarovová    | Rusko            | Jelena Vesninová       | 12. | 2.       |
| Čínská Tchaj-pej                                                        | Čan Chao-čching          | Čínská Tchaj-pej | Čan Jung-žan           | 16. | 3.       |
| Indie                                                                   | Sania Mirzaová           | Česko            | Barbora Strýcová       | 19. | 4.       |
| USA                                                                     | Bethanie Mattek-Sandsová | Česko            | Lucie Šafářová         | 22. | 5.       |
| Česko                                                                   | Andrea Hlaváčková        | Česko            | Lucie Hradecká         | 23. | 6.       |
| Švýcarsko                                                               | Martina Hingisová        | USA              | Coco Vandewegheová     | 23. | 7.       |
| Maďarsko                                                                | Tímea Babosová           | Kazachstán       | Jaroslava Švedovová    | 23. | 8.       |
| Žebříček WTA k 26. září 2016; číslo je součtem umístění obou členů páru |                          |                  |                        |     |          |

### Jiné formy účasti
Následující páry obdržely divokou kartu do hlavní soutěže:
- Timea Bacsinszká /  Jeļena Ostapenková
- Christina McHaleová /  Pcheng Šuaj
- Laura Siegemundová /  Elina Svitolinová
- Jou Siao-ti /  Ču Lin

## Přehled finále

### Mužská dvouhra
- Andy Murray  vs.  Grigor Dimitrov, 6–4, 7–6(7–2)

### Ženská dvouhra
- Agnieszka Radwańská vs.  Johanna Kontaová, 6−4, 6−2

### Mužská čtyřhra
- Pablo Carreño Busta /  Rafael Nadal vs.  Jack Sock /  Bernard Tomic, 6−7(6−8), 6−2, [10−8]

### Ženská čtyřhra
- Bethanie Matteková-Sandsová /  Lucie Šafářová vs.  Caroline Garciaová /  Kristina Mladenovicová, 6−4, 6−4